# Tyhjiö
Pour plus de détails, voir Fiche technique et Distribution.
Tyhjiö (littéralement « vide ») est un film finlandais réalisé par Aleksi Salmenperä, sorti en 2018.

## Synopsis
La relation tumultueuse d'une actrice à succès et d'un écrivain qui a du mal à percer.

## Fiche technique
- Titre : Tyhjiö
- Réalisation : Aleksi Salmenperä
- Scénario : Aleksi Salmenperä
- Musique : Ville Tanttu et Ville A. Tanttu
- Photographie : Peter Flinckenberg, Heikki Färm, Theofanis Kavvadas et Pietari Peltola
- Montage : Samu Heikkilä
- Production : Aleksi Salmenperä
- Société de production : Oy Bufo Ab et Sahadok
- Pays :  Finlande
- Genre : Comédie dramatique
- Durée : 97 minutes
- Dates de sortie : 
  -  Finlande : 28 septembre 2018

## Distribution
- Laura Birn : Pihla Sucksdorff
- Tommi Korpela : Eero Kaila
- Hannu-Pekka Björkman : Ilmari Kuutsa
- Matleena Kuusniemi : Johanna Somervuori
- Kaija Pakarinen : la mère de Pihla
- Kari Heiskanen : la père de Pihla
- Boyana Balta : Helen
- Allison Davies : Nicole
- Jörn Donner : Jörn Donner
- Barbara Eliodorio : Rhonda

## Distinctions
Le film a été nommé pour cinq Jussis et en a remporté quatre : Meilleur film, Meilleure réalisation, Meilleur montage et Meilleur son.